# 미스 호쿠사이
미스 호쿠사이(Miss Hokusai, 百日紅)는 스기우라 히나코가 쓰고 그린 일본 역사 만화 시리즈로, 아버지 호쿠사이의 그늘에서 일했던 가쓰시카 오이의 이야기를 담고 있다. 2015년에 개봉한 하라 케이이치 감독의 애니메이션 영화로 각색되었다.
이 시리즈는 에도 시대를 배경으로 하며 화가 테츠조(호쿠사이)와 그의 딸 오에이의 1814년부터 1857년 오에이의 미스터리한 실종까지의 경력을 다루고 있다. 이야기에서 오에이는 자신의 작품으로 인정되지 않는다.

## 캐스팅
- 안 (배우) - 오에이 역
- 마츠시게 유타카 - 가쓰시카 호쿠사이 역
- 하마다 가쿠 - 게이사이 에이센 역
- 코라 켄고 - 쿠니나오 우타가와 역
- 준 미호 - 코토 역
- 쓰츠이 미치타카 - 하쓰고로 이와쿠보 역
- 이리노 미유 - 기치야 역